# Oaphantes pallidulus
Oaphantes pallidulus är en spindelart som först beskrevs av Banks 1904.  Oaphantes pallidulus ingår i släktet Oaphantes och familjen täckvävarspindlar. Inga underarter finns listade i Catalogue of Life.